# Naftalina
La naftalina (nombre no comercial: naftaleno; fórmula química: C10H8) es un sólido blanco que se volatiliza fácilmente y se produce naturalmente cuando se queman combustibles. También se llama alquitrán blanco y se es usado en bolas y escamas para ahuyentar las polillas. Quemar tabaco o madera produce naftalina. Tiene un olor tan fuerte que puede resultar desagradable. La 1-metilnaftalina y la 2-metilnaftalina son compuestos similares a la naftalina. La 1-metilnaftalina es un líquido transparente y la 2-metilnaftalina es un sólido; ambos pueden olerse en el aire y en el agua en concentraciones muy bajas.

## Historia
A principios de la década de 1820, dos informes separados describieron un sólido blanco con un olor acre procedente de la destilación del alquitrán de hulla. En 1821, John Kidd  citó estas dos revelaciones y luego describió muchas de las propiedades de esta sustancia y los medios para su producción. Propuso el nombre de naphthaline (naftalina), ya que provenía de una especie de nafta (un término amplio que abarca cualquier mezcla líquida de hidrocarburos, volátil, inflamable, incluido el alquitrán de hulla). La fórmula química del naftaleno fue determinada por Michael Faraday en 1826. La estructura de dos anillos de benceno fusionados fue propuesta por Emil Erlenmeyer, en 1866, y confirmados por Carl Gräbe, tres años más tarde.

## Producción
La mayor parte de naftaleno se obtiene a partir de alquitrán de hulla. Desde la década de 1960 hasta la década de 1990, también fueron producidas importantes cantidades de naftaleno a partir de fracciones pesadas de petróleo durante el refinado del mismo. En la actualidad el naftaleno derivado del petróleo sólo representa un porcentaje menor de la producción de naftaleno.
El naftaleno es el componente más abundante del alquitrán de hulla. Aunque la composición varía con el carbón del que se produce, siendo aproximadamente 10% en peso de naftaleno. En la práctica industrial, a partir de la destilación de alquitrán de hulla se obtiene un aceite que contiene aproximadamente 50% de naftaleno, junto con una variedad de otros compuestos aromáticos. Este aceite, después de ser lavado con hidróxido de sodio acuoso para eliminar los componentes ácidos (principalmente varios tipos de fenoles), y con ácido sulfúrico para eliminar componentes básicos, se somete a destilación fraccionada para aislar naftaleno. El naftaleno bruto resultante de este proceso es de alrededor del 95% en peso de naftaleno, a menudo referido como 78 °C (punto de fusión).
El naftaleno derivado del petróleo es generalmente más puro que el procedente del alquitrán de hulla. Cuando se necesita crudo de naftaleno puede ser purificado por recristalización a partir de cualquiera de una variedad de disolventes, lo que resulta en 99% en peso de naftaleno, denominado 80 °C (punto de fusión). Aproximadamente 1 millón de toneladas se producen anualmente.
En América del Norte son productores basados en el alquitrán de hulla: Koppers Inc. and Recochem Inc., y derivado del petróleo: Advanced Aromatics, LP

## Estructura y reactividad
Una molécula de naftaleno se deriva de la fusión de un par de anillos de benceno. (En la química orgánica, los anillos se funden, por dos o más átomos comunes.) En consecuencia, está clasificado como un hidrocarburo aromático policíclico (HAP). Hay dos conjuntos de átomos de hidrógeno equivalentes: el alfa de posiciones son las posiciones 1, 4, 5, y 8 en el dibujo a continuación, la versión beta y posiciones son las posiciones 2, 3, 6, y 7.
A diferencia de benceno, los enlaces de carbono-carbono en el naftaleno no son de la misma longitud. Los enlaces C1-C2, C3, C4, C5 y C6-C7-C8 se acerca 1,36 Å (136 pm) de longitud, mientras que el resto de los enlaces de carbono-carbono son aproximadamente 1,42 Å (142 pm) de largo. Esa diferencia, que fue establecida por difracción de rayos-x, es coherente con los enlaces de valencia modelados en la vinculación de naftaleno que comprende tres estructuras de resonancia (como se muestra a continuación), mientras que los enlaces de C1-C2, C3, C4, C5, C6 y C7 C8-dobles en dos de las tres estructuras, los otros son el doble en sólo una.
Como el benceno, el naftaleno puede someterse a sustitución electrofílica de aromáticos. Para muchas de estas reacciones, el naftaleno reacciona bajo condiciones más leves que el benceno. Por ejemplo, mientras que el benceno y el naftaleno reacciona con cloro en presencia de un cloruro férrico o cloruro de aluminio catalizador, naftaleno y el cloro puede reaccionar para formar 1-cloronaftaleno incluso sin un catalizador. Del mismo modo, el benceno y el naftaleno puede ser alquilados utilizando reacciones de Friedel-Crafts, el naftaleno también pueden ser alquilado por reacción con alquenos o alcoholes, con el ácido sulfúrico o el ácido fosfórico como catalizador.
La naftalina pasa de su estado sólido a gaseoso inmediatamente, sin pasar por el estado líquido, en un proceso que se denomina sublimación.
Puede saturarse totalmente por hidrogenación catalítica a decalina. También puede reducirse parcialmente a tetralina o 1,4-dihidronaftaleno por reducción con sodio y etanol. La reducción de Birch satura de una forma que se pierde la aromaticidad. La reducción de Benkeser es un método de hidrogenación de hidrocarburos policíclicos aromáticos, especialmente naftalenos, utilizándose litio o calcio metálico en presencia de una amina primaria como agentes reductores. 
La oxidación catalítica del naftaleno con dioxígeno y pentóxido de vanadio forma el anhídrido ftálico, el cual por hidrólisis forma el ácido ftálico. La ozonólisis del naftaleno produce aldehído ftálico.

## Usos
El naftaleno (fórmula química: C10H8) tiene como uso primordial la manufactura de plásticos de cloruro de polivinilo (PVC). Este además, es utilizado como un intermediario químico o base para la síntesis de compuestos naftálicos, antranílicos, hidrolixados, aminos y sulfónicos, los cuales son utilizados en la manufacturación de distintos colorantes, resinas sintéticas, negro de humo, pólvora sin humo y celuloides. El naftaleno, en forma de bolas, se emplea además como repelente de polillas. La 2-metilnaftalina, asimismo, se usa para realización de vitamina K.
Hoy existe el mito de que la naftalina sirve para elevar los octanos de la gasolina comercial, esto es parcialmente verdad, ya que los compuestos son muy volátiles y tienden a mejorar el octanaje (RON, o MON).[cita requerida] Pero industrialmente no sería factible utilizar a la naftalina como un mejorador del número de octano porque es un hidrocarburo aromático policíclico, y como tal, un contaminante considerado peligroso. Por lo tanto se recurre a otros mejoradores del número de octano.